# Радонежье
Ра́донежье — старинное наименование одной из древних областей Залесской Руси, в административно-территориальном отношении Радонежье ныне входит в состав Владимирской и Московской областей.
Географически эта историческая область находится на Московской возвышенности в междуречье Волги и Клязьмы (левого притока Оки) и является водоразделом между Волгой и Клязьмой. Дренируется водами рек Дубны, Вори, Шерны и Киржача.
Радонежье представляет собой кряж моренных холмов, суглинистые почвы которых имеют высокое содержание серебра. Святая вода родников Радонежья издревле используется как лечебное средство и пользуется большой популярностью как у населения этих мест, так и у паломников, приезжающих за водой святых источников и водопада Гремячий ключ.
Радонежская земля — один из центров русского православия, здесь основано множество монастырей и храмов, хранятся многие святыни. Среди них крупнейший монастырь Русской православной церкви — Троице-Сергиева лавра с её многочисленными подворьями и скитами, а кроме того:
- Борисоглебский монастырь в Дмитрове;
- Покровский Хотьков монастырь в Хотькове;
- Свято-Успенский монастырь в Александрове;
- Смоленская Зосимова пустынь в селе Арсаки в 14 км на запад от Александрова;
- Лукианова пустынь в деревне Лукьянцево в 11 км на север от Александрова;
- Свято-Троицкий Стефано-Махрищский монастырь в селе Махра;
- Благовещенский монастырь в Киржаче;
- Николо-Берлюковская пустынь в Ногинском районе Московской области.

Здесь расположены древние русские города Дмитров, Сергиев Посад, Александров, Киржач, Хотьково.